# Bosques húmedos de las tierras bajas del norte de Vietnam
La ecorregión de los bosques húmedos de las tierras bajas del norte de Vietnam (WWF ID: IM0141) abarca la costa centro-oriental de Vietnam, desde el delta del río Rojo en el norte hasta Tam Kỳ en el centro del país y las zonas adyacentes vecinas de Laos. La región es uno de los bosques húmedos de hoja perenne, con precipitaciones superiores a 50 mm todos los meses. Los bosques se han visto muy degradados por el uso humano, y los altos niveles de biodiversidad se han replegado a zonas protegidas relativamente pequeñas, como el parque nacional de Pu Mat.

## Ubicación y descripción
La región tiene unos 380 km de norte a sur y unos 50 km de anchura media. Limita al este con la costa y al oeste con las selvas tropicales del norte de Annamitas. La base geológica presenta extensas montañas y valles de piedra caliza ("karst"). La altitud oscila entre el nivel del mar y los 1000 metros, con una media de 88 metros. El bosque primario húmedo de hoja perenne ha sido talado en su mayor parte en el pasado por el hombre; según una estimación, sólo queda un 10 % del original.

## Clima
El clima de la ecorregión es un clima de selva tropical ( clasificación climática de Köppen (Aw)). Este clima se caracteriza por ser cálido, húmedo y con al menos 60 mm de precipitación cada mes. La precipitación anual aumenta hacia el sur, con un promedio de 1500 mm en el norte cerca de Hanoi y alcanzando los 3000 mm en el sur cerca de Huế. Las estaciones húmedas son típicamente de septiembre a enero.

## Flora y fauna
El bosque siempreverde húmedo original ha sido destruido en su mayor parte por la agricultura y el uso humano, y ahora existe en parches dispersos. En la ecorregión en su conjunto, solo el 28 % se encuentra actualmente bajo cubierta forestal; El 31 % se encuentra bajo cultivo agrícola. El bosque primario que existe exhibe un dosel de tres niveles que se eleva 25-35 metros. El nivel más alto está dominado por árboles del género Hopea, Castanopsis hystrix y Madhuca pasquieri. Un árbol común del subdosel es la palma Taraw ( Livistona saribus'), que se usa para techar chozas.
La ecorregión alberga algunos animales raros, como la mayor población viable del gibón de mejillas blancas del norte en peligro crítico (que vive en el parque nacional Pu Mat ), el douc de patas rojas en peligro crítico y poblaciones de langures grises (un género de mono del Viejo mundo).

## Áreas protegidas
Las áreas protegidas oficialmente en la ecorregión incluyen:
- El parque nacional Cúc Phương, en el extremo norte de la región, fue el primer parque nacional de Vietnam y sigue siendo su reserva natural más grande.
- parque nacional Pu Mat, un área accidentada y remota de gran biodiversidad (2461 especies de plantas identificadas) en la ladera este de la cordillera Annamite norte.
- El parque nacional Bến En, en el norte, es popular entre los turistas por su gran lago (), cuevas y senderos naturales.
- El parque nacional Bạch Mã, ubicado en las empinadas laderas de las montañas de granito (a 1250 metros) cerca de Huế, Bach Ma se encuentra en la zona de transición entre las comunidades de plantas del norte y del sur de Vietnam.